# Sven Vintappares torg

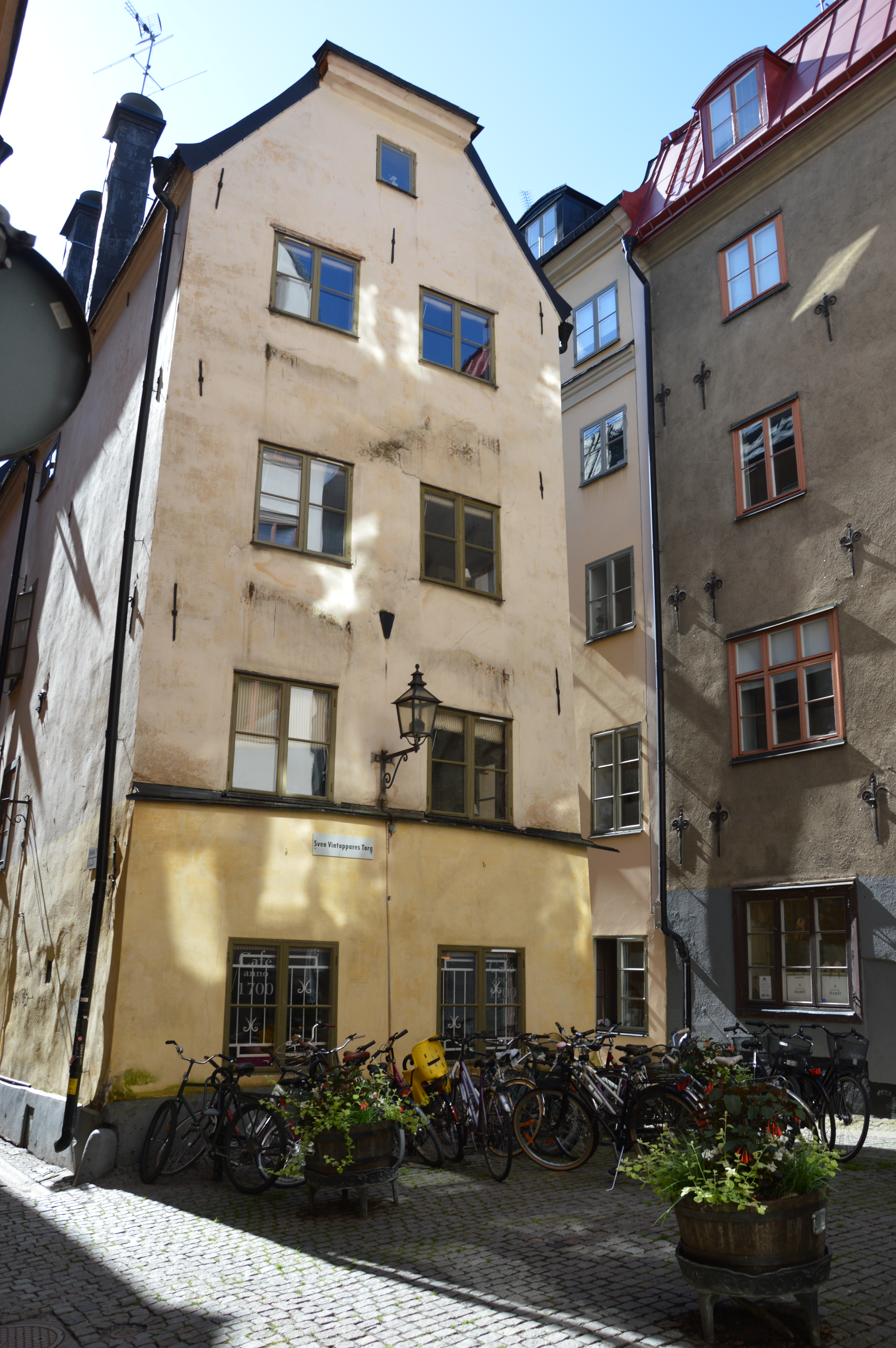
Blick auf die Westseite des Sven Vintappares torg

Der Sven Vintappares torg ist ein kleiner Platz in Gamla Stan, der Altstadt der schwedischen Hauptstadt Stockholm.
Er befindet sich im westlichen Teil Gamla Stans und öffnet sich auf einer kleinen Fläche von lediglich etwa 10 mal 7 Metern zwischen zwei kleinen Gassen, die den Platz nördlich (Sven Vintappares gränd) und südlich (Didrik Ficks gränd) tangieren. Beide Gassen führen von der westlich gelegenen Stora Nygatan nach Osten zur Västerlånggatan.
Die den Platz umgebende Bebauung stammt zum Teil noch aus dem 17. Jahrhundert. Der Name des Platzes erinnert an Sven Staffansson, einen Glaubensdiener und Weinschenk des schwedischen Königs, der in Gamla Stan lebte.
Am Platz befindet sich ein kleines Hotel, das auch ein Café betreibt.